# Lexus RX

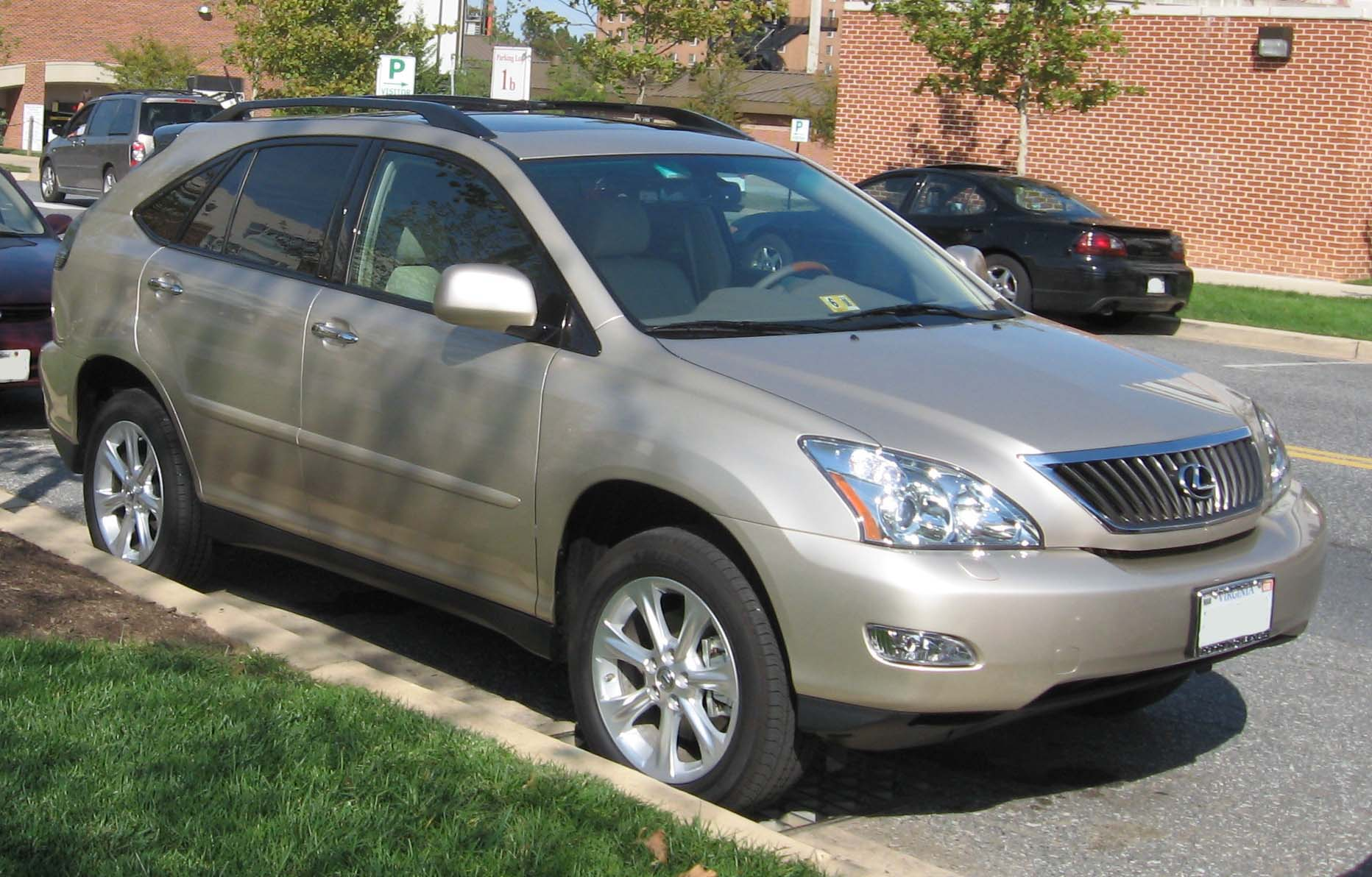
Lexus RX350 del 2008

El Lexus RX és un vehicle tot camí de grandària mitjana de luxe fabricat per Toyota i venut sota la seva marca de luxe Lexus als mercats de l'Amèrica del Nord, Europa, Oceania i parts d'Àsia, incloent Japó (es ven sota el nom de Toyota Harrier) i Singapur (aquest últim, era venut fins al 2003 sota la mateixa denominació que al mercat nipó).
El primer RX va aparèixer el 1997 com a concept car i mesos després va iniciar-se la producció del model, venut sota el nom de RX 300/Harrier. Introduït als Estats Units el 1998, es presentarà el 2003, la segona generació amb el nou RX 330/Harrier a la venda. El 2004, l'RX afegeix el primer vehicle híbrid elèctric de luxe, l'RX 400h, i el 2007 el RX 330 s'actualitza a RX 350.
Una de les claus del seu èxit comercial, com un dels Lexus més venuts, es deu també a la bona reputació en matèria de fiabilitat de la gamma RX
Rival d'aquest és l'Acura MDX, Lincoln MKX, Hyundai Veracruz, BMW X5, Infiniti FX, Volvo XC90 i els Mercedes-Benz Classe M i Cadillac SRX.

## Primera generació (1998-2003)

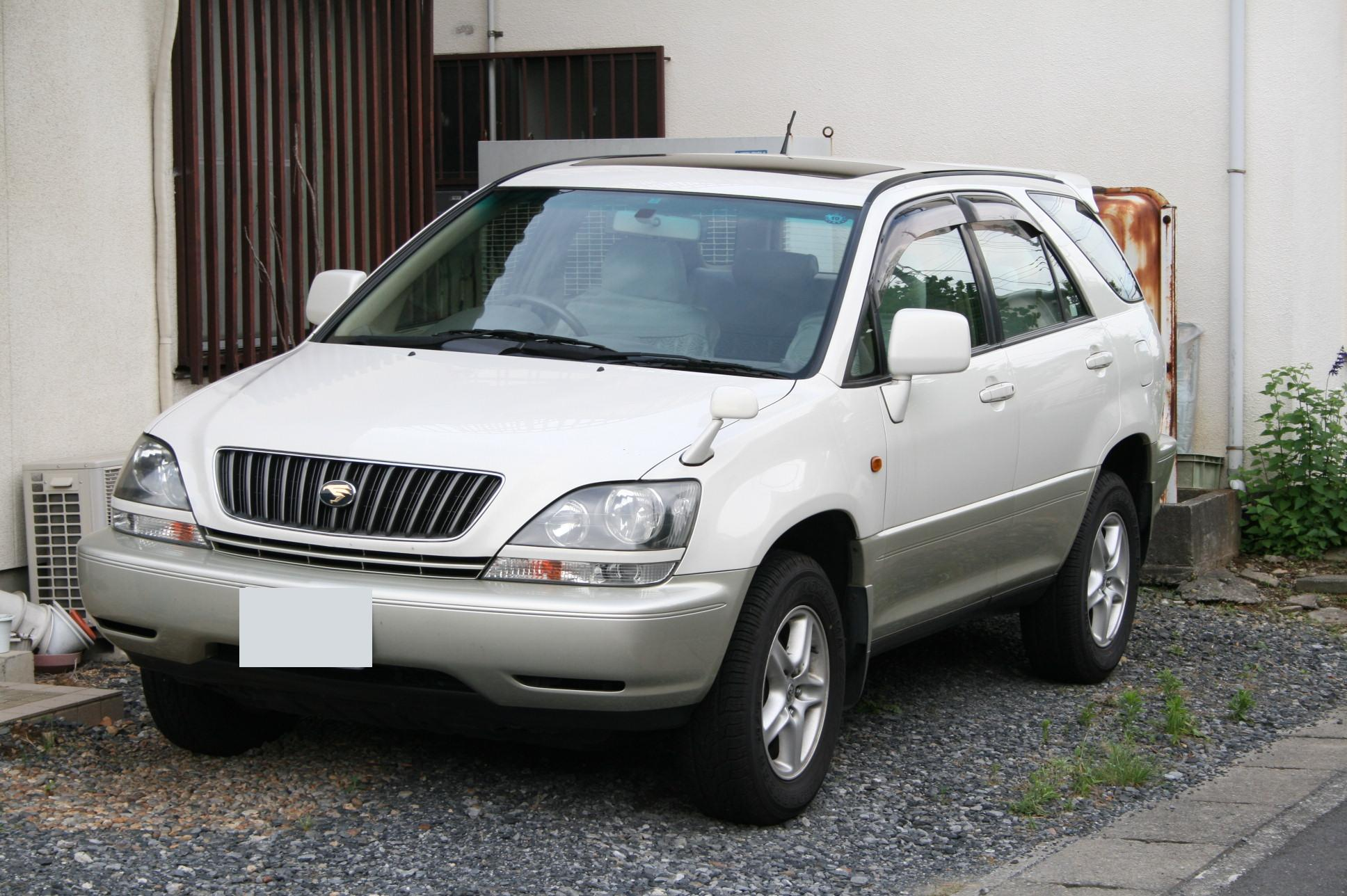
Toyota Harrier de primera generació

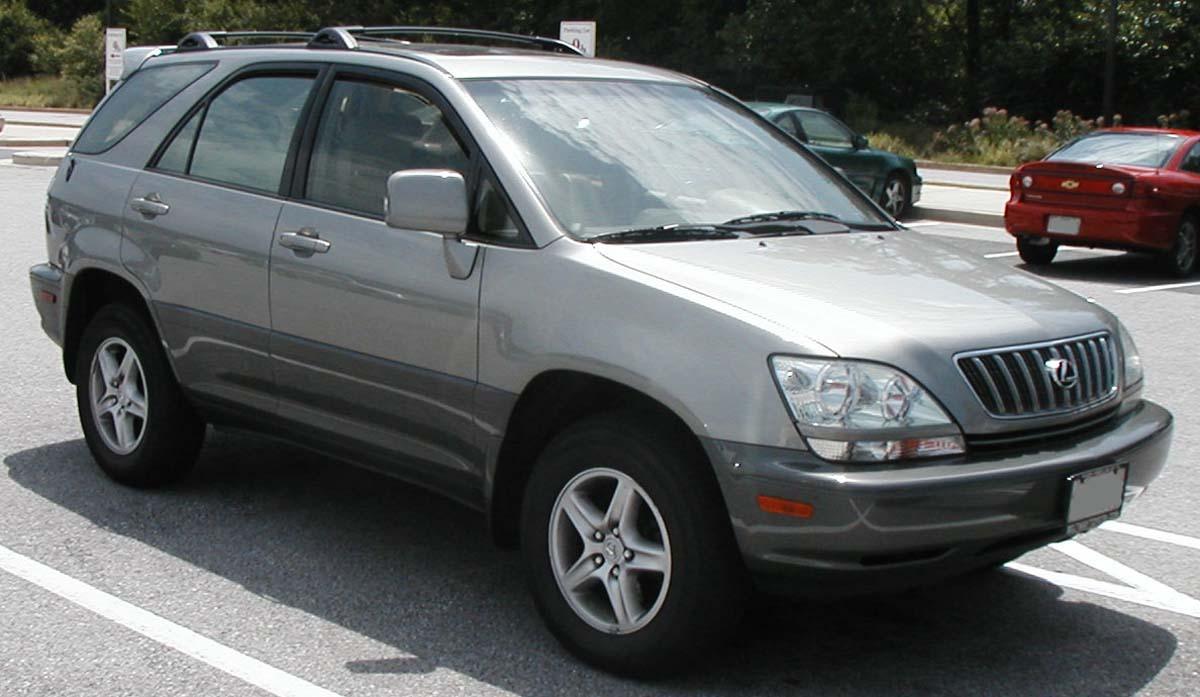
Lexus RX300 de primera generació

Presentat com a prototip al febrer del 1997 en el Chicago Auto Show, es tractava d'una mescla entre vehciele tot camí, familiar i sedan. Al Japó el prototip va ser presentat com la primera generació del Harrier (anomenat SXU10 i MCU10 per la versió de tracció davantera i SXU15 i MCU15 en la versió de tracció integral). Pel desembre de 1997 es van presentar 2 versions mecàniques: Un 4 cilindres de 2.2L 5S-FE de 139 cv i 191 N·m i un V6 de 3.0L 1MZ-FE de 219 cv i 304 N·m de torsió; ambdós motors podien demanar-se amb tracció simple o integral, equipats únicament amb transmissió automàtica.
Dimensions del RX300:
Batalla (Wheelbase): 2,619 m (103.1 in, 1999 i 2000); 2,616 m (103.0 in, 2001-2003)
Llargada (Length): 4,580 m (180.3 in, 1999 i 2000); 4,575 m (180.1 in, 2001-2003)
Amplada (Width): 1,816 m (71.5 in)
Alçada (Height): 1,669 m (65.7 in)
Capacitat del dipòsit: 75 l (19.8 galons EUA)
El Lexus RX 300 debuta a Nord-amèrica en març del 1998 com a model del 1999. Mecànicament només s'oferia amb el V6 3.0L 1MZ-FE (però amb opció de demanar-lo de tracció simple o integral). El seu paquet d'equipament inclou seients de pell, acabats de fusta, consola multi-nivell, equip d'àudio de 7 altaveus Pioneer, i seients de reclinació individual; a nivell exterior, retrovisors escalfables i fars automàtics a part d'un accés fàcil a causa de la seva poca alçada i al seu Cx de 0,36.
Al Japó les vendes foren un èxit i lentament es va anar oferint a altres mercats. Al novembre del 2000 desapareix el motor 2.2L i deixa lloc a un nou 4 cilindres de 2.4L 2AZ-FE de 159 cv i 221 N·m de torsió; també un petit restyling va ser-li aplicat.
El 2001 rep una sèrie d'opcions per equipar-lo, com un sistema de navegació automotriu semblant enllaçat a través de GPS, volant folrat de pell i fusta i l'any següent, la "Coach Edition" amb un paquet específic d'equipament amb detalls com la graella estil rusc d'abelles i unes maletes d'equipatge -aquesta edició va ser oferta el 2002 únicament-.
L'any 2000 va oferir-se a Europa i Àsia; detalls en la llum posterior i llantes separaven ambdós models entre la versió d'un i de l'altre continent, encara que en comú fou que en cap d'ells es va oferir la versió de tracció simple.
El RX és fabricat a la planta de Kyushu, Japó.

## Segona generació (2004-)

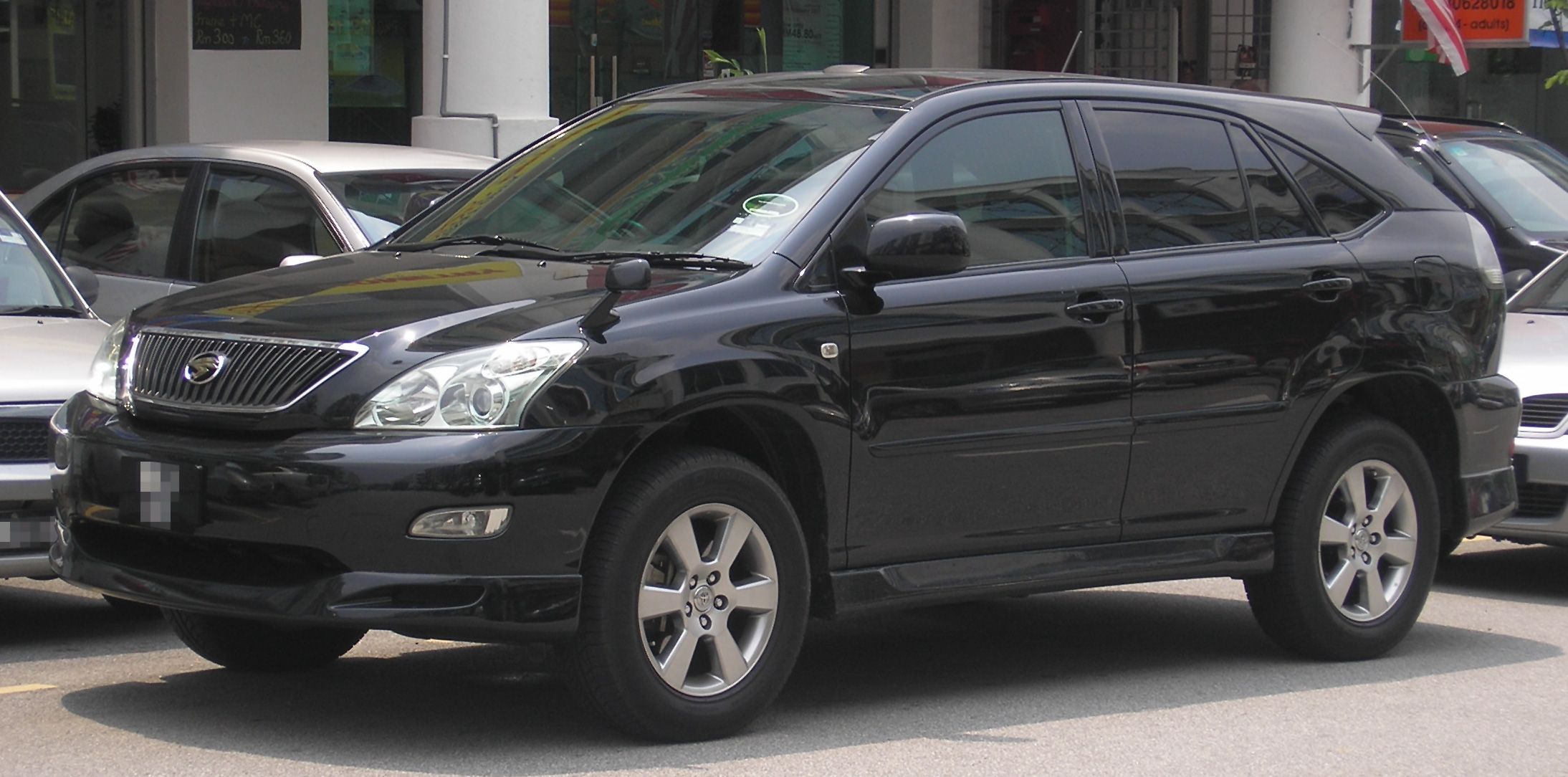
Toyota Harrier de segona generació

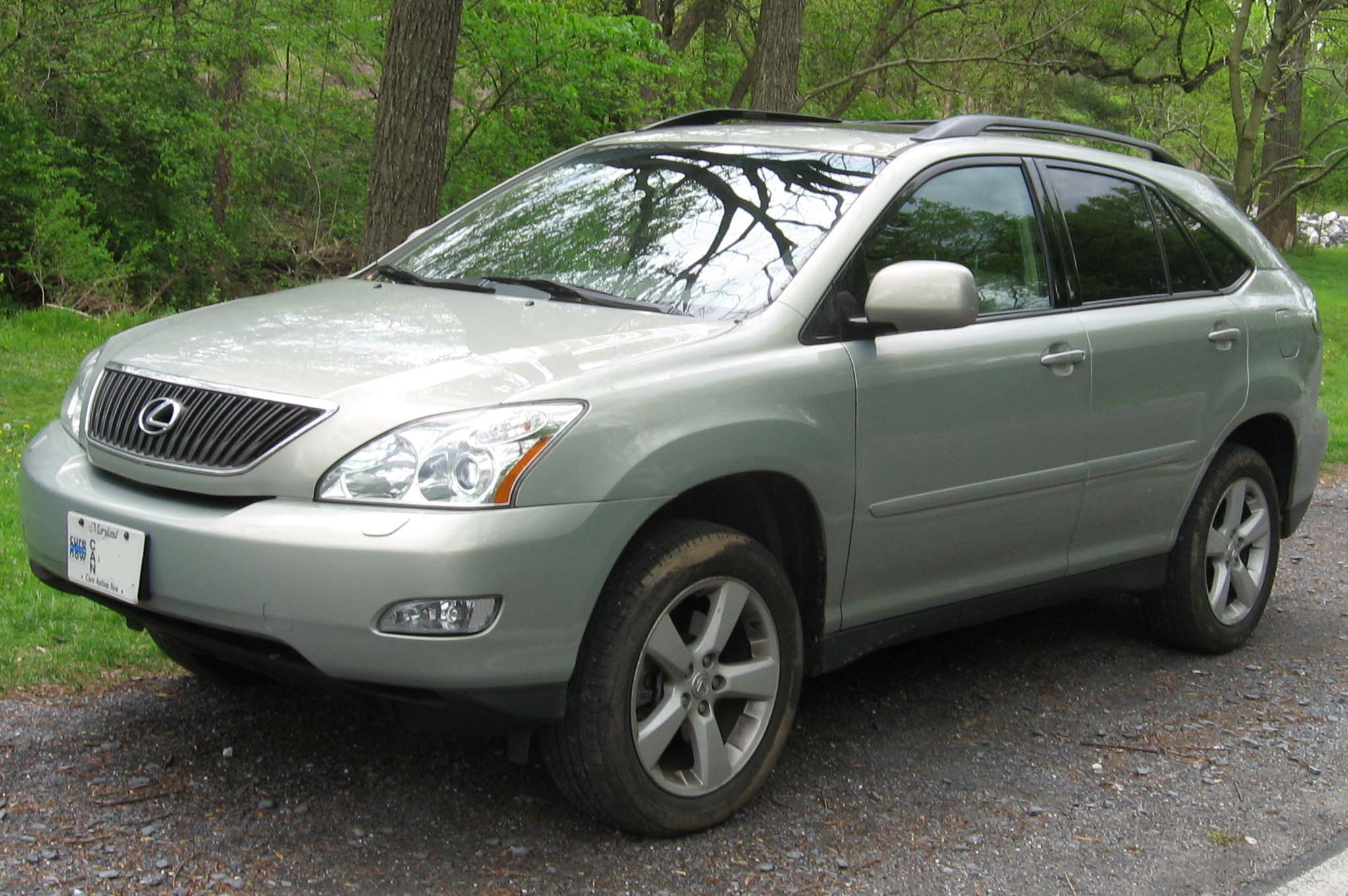
Lexus RX330 de segona generació

Es presenta el 2003 al North American International Auto Show el nou RX; el Harrier (ACU30 i MCU30 per la versió de tracció simple i d'ACU35 i MCU35 per la versió de tracció integral) va ser ofert al Japó pel febrer del 2003.
Dimensions del RX330 i RX350:
Batalla (Wheelbase): 2,715 m (106.9 in)
Llargada (Length): 4,729 m (186.2 in)
Amplada (Width): 1,844 m (72.6 in)
Alçada (Height): 1,679 m (66.1 in)
Capacitat del dipòsit: 72,7 l (19.2 galons EUA)
Elements del xassís eren compartits pel vehicle tot camí Toyota Highlander tot i que mecànicament seguia oferint-se els mateixos motors; possiblement, la diferència estava en la transmissió, que essent igualment automàtica, passava a tenir 5 velocitats (4 el model anterior) amb funció +/- velocitats i la suspensió "AIRS" d'aire disponible pel V6.
Als Estats Units i Mitjà Orient s'inicia en març la comercialització del RX 330. Tot i seguir sent fabricat al Japó, al setembre del 2003 Toyota inicia la fabricació del RX a la planta de Cambridge, Ontario, Canadà. Equipat amb un motor V6 de 3.3L 3MZ-FE de 223 cv i una torsió de 323 N·m, es podia elegir entre tracció simple i tracció integral, suspensió d'aire regulable en alçada ("AIRS") en opció i un coeficient de penetració de 0,34. En l'equipament, climatitzador de zona dual, equip d'àudio amb 11 altaveus Mark Levinson, navegador GPS, seient amb equipament d'entreteniment DVD amb auriculars sense fils, i un sostre panoràmic de doble panell; també la porta posterior elèctrica s'ofereix en estàndard.
Per als mercats europeu i asiàtic (inclou Singapur, Corea del Sud i Taiwan) debuta a principis del 2003 sota el mateix nom RX 300 i les mateixes especificacions del Harrier japonès, òbviament, elegible només amb tracció integral.
Pel 2005, una versió especial, la "Thundercloud Edition".
Les vendes d'aquesta nova generació segueixen gaudint d'una bona acollida al mercat nord-americà. Amb 108.000 vehicles venuts el 2006 es converteix en el cotxe de luxe meś venut als Estats Units.

### RX 400h
El primer CUV híbrid de luxe del món equipa la tecnologia Lexus Hybrid Drive que combina un motor V6 amb d'altres elèctrics. Amb aquesta combinació, el Lexus obté un rendiment similar a un motor V8 amb un consum baix i unes emissions baixes. El RX 400h va ser presentat al North American International Auto Show del 2004 de Detroit i el seu homòleg japonès, el Harrier Hybrid, entrà en vendes al març del 2005 al Japó.
Per al mercat d'Europa i Àsia es presenta el 2006, disponible, aquest cop, amb opció de tracció simple i tracció integral.
El RX 400h té alguns detalls estilístics que el diferencien del RX convencional, com pot ser un paquet metàl·lic en comptes de fusta, fars de boira arrodonits i una graella diferent. Per al 2007, s'inclouen emblemes que el distingeixen del convencional i s'ofereix el paquet d'acabats en fusta.

### RX 350
De cara al 2007 el RX ha rebut canvis cosmètics i mecànics, com la substitució de l'anterior V6 de 3.3L per un nou motor d'altes prestacions, el 3.5L 2GR-FE V6 de 270 cv. Aquest motor permet al nou RX (passa a anomenar-se RX 350) accelerar de 0-60 mph en 7,3 segons (versió tracció simple) i 7,4 segons (versió tracció total), un rendiment comparable a vehicles amb motors V8. Un actualitzat sistema de navegació per DVD Lexus Generation V amb gràfics, i àudio i una nova opció anomenada "bread crumbs", que permet al conductor canviar els seus passos. El nou navegador permet fer trucades i té l'habilitat d'introduir destinacions a través de la veu del conductor.
Pel model 2008, el RX rep una graella revisada, tiradors de porta de crom i unes noves llantes de 18". Un acabat de grafit líquid, i els colors Brandy Wine Mica o Desert Sage Metallic exteriors en opció. L'interior Black Bird's Eye Maple de fusta és la nova opció en paquet interior.

## Premis i reconeixements
- J.D. Power and Associates nomena el Lexus RX com el millor entry luxury SUV els anys 2001, 2004, i 2005 en els seus Initial Quality Surveys[6][7]
- Guanyador en el Australia's Best Luxury Four Wheel Drivede 2004 - Lexus RX 330.
- R. L. Polk & Co., automotive marketing research firm, dona al RX el seu Polk Automotive Loyalty Award en la categoria de Midsize Sport Utility Vehicle del 2005 en customer retention[8] L'any següent torna a rebre aquest mateix premi.
- The Lexus RX va ser elegit el most appealing luxury SUV per J.D. Power and Associates el 1998 i el 2004.[9]
- Intellichoice anomena el Lexus RX el Best Overall Value en el mercat de vehicles tot camí per devall dels $30,000 els anys 2003, 2004, i 2005.IntelliChoice Reveals Best Overall Value Award Winners for 2003 Model Year Vehicles Arxivat 2006-05-24 a Wayback Machine.2005 Intellichoice Best Overall Value Awards Arxivat 2007-07-03 a Wayback Machine..
- Australia's Best Cars competition anomena al Lexus RX com el Australia's Best Luxury Four Wheel Drive els anys 2003 i 2004.RX330 is Still Australia's Best Luxury Four-Wheel Drive.
- Kelley Blue Book atorga al RX el seu Best to Hold Value Award els anys 1999, 2000, i 2001.[10]
- El RX 300 va ser per la revista Motor Trendel Sport/Utility of the Year de l'any 1999.

## Seguretat
El RX300/330/350 ha tret els següents resultats:
- Per part de la NHTSA (National Highway Traffic Safety Administration) el RX330 del 2004 ha obtingut 5 estrelles (conductor) i 4 estrelles (co-pilot) en el test de xoc frontal i 5 estrelles en el test de xoc lateral, tant de conductor com de passatger[11]
- Per part del IIHS (Insurance Institute for Highway Safety) el RX330 del 2004 ha obtingut la puntuació de "good" en el test de xoc frontal[12]
- Per part del IIHS (Insurance Institute for Highway Safety) el RX300 del 1999 ha obtingut la puntuació de "good" en el test de xoc frontal[13]

## Informació mediambiental
El Lexus RX 350 del 2008 amb motor 3.5L i tracció simple obté uns consums de 23 mpg (10,2 l/100 km) en carretera i 18 mpg (13,1 l/100 km) en ciutat, amb una mitja de 20 mpg (11,8 l/100 km) i unes emissions de 9,2 tones de CO2 anuals. La seva puntuació sobre contaminació (EPA Air Pollution Score, on el 0 és el pitjor i 10 és el millor) és d'un 6